# SpVgg Reinsdorf-Vielau
Der Spielvereinigung Reinsdorf-Vielau ist ein Fußballverein aus der Gemeinde Reinsdorf im Landkreis Zwickau in Sachsen.

## Vereinsgeschichte
Der SV Vielau wurde 1874 gegründet und der VfL Reinsdorf 1926. Nach der Auflösung aller Vereine durch die sowjetische Besatzungsmacht bildeten sich nach dem Kriegsende 1945 als Nachfolger die beiden Sportgruppen SG Reinsdorf und SG Vielau. Am Ende der 1940er Jahre wurden aus den beiden Sportgruppen die beiden Betriebssportgemeinschaften BSG Traktor Reinsdorf und BSG Einheit Vielau. 1990 wurde aus der BSG Traktor Reinsdorf der VfL Reinsdorf  sowie aus der BSG Einheit Vielau der SV 1874 Vielau. Diese beiden Vereine fusionierten 2009 zur Spielvereinigung Reinsdorf-Vielau.

## Sportliche Geschichte
In der Saison 1947/48 spielten die SG Reinsdorf und die SG Vielau im sächsischen Fußballbezirk Westsachsen in der Staffel Zwickau, die damals zur höchsten Ligenebene in der Sowjetischen Besatzungszone gehörte. Die SG Vielau belegte den 6. und die SG Reinsdorf den 7. Rang. Diese Platzierungen reichten nicht für die Qualifikation zur Bezirksliga Westsachsen 1948/49.
Die BSG Traktor Reinsdorf gehörte in den Spielzeiten 1975/76 bis 1979/80 sowie 1981/82 bis 1986/87 der viertklassigen Bezirksklasse Karl-Marx-Stadt an. In der Saison 1980/81 spielte die BSG für ein Jahr in der drittklassigen Bezirksliga Karl-Marx-Stadt.
Die BSG Einheit Vielau spielte in den Spielzeiten 1957, 1962/63 bis 1964/65, 1967/68 bis 1977/78, 1979/80 bis 1982/83, 1985/86 und 1987/88 bis 1989/90 in der viertklassigen Bezirksklasse Karl-Marx-Stadt.
Der SV 1874 Vielau spielte von 2002 bis 2004 in der Bezirksliga Chemnitz. Zur Saison 2004/2005 gelang der Aufstieg in die Sachsenliga, der höchsten Spielklasse des Sächsischen Fußballverbandes, dem allerdings der sofortige Wiederabstieg in die Bezirksliga folgte. 2007 stieg der Verein in die Bezirksklasse ab.
Nach der Fusion des VfL Reinsdorf mit dem SV 1874 Vielau übernahm die SpVgg Reinsdorf-Vielau den Platz des SV 1874 in der Bezirksklasse, der sie bis zum Abstieg in die Kreisoberliga im Jahre 2011 angehörte. Der Verein spielte bis 2020 in der Kreisoberliga Zwickau, bis ihm der Aufstieg in die sächsische Landesklasse West gelang. Der Verein stieg 2022 wieder in die Kreisoberliga Zwickau und 2024 in die Kreisliga Zwickau ab.